# أوليف ديرنج
أوليف ديرنج (بالإنجليزية: Olive Deering) هي ممثلة أمريكية، ولدت في 11 أكتوبر 1918 بنيويورك في الولايات المتحدة، وتوفيت بنفس المكان في 22 مارس 1986 بسبب سرطان.

## أعمال

### أفلام
- (1947) اتفاقية الشرف
- (1950) شمشون ودليلة
- (1956) الوصايا العشر[5][6][7]

## وصلات خارجية
- أوليف ديرنج على موقع IMDb (الإنجليزية)
- أوليف ديرنج على موقع ألو سيني (الفرنسية)
- أوليف ديرنج على موقع أول موفي (الإنجليزية)
- أوليف ديرنج على موقع قاعدة بيانات برودواي على الإنترنت (الإنجليزية)
- أوليف ديرنج على موقع قاعدة بيانات الأفلام السويدية (السويدية)
- أوليف ديرنج على موقع قاعدة بيانات الفيلم (الإنجليزية)
- أوليف ديرنج على موقع كينوبويسك (الروسية)